# محمدتقی بهلول
محمّدتقی بُهلول گنابادی‌(زاده ۲۶ خرداد ۱۲۸۹_ درگذشته ۷ مرداد ۱۳۸۴) مشهور به شیخ بهلول از عارفان فیلسوف و شاعران فقهای معاصر شیعه بود.

## کودکی و نوجوانی
محمّد تقی بهلول در ۸ جمادی الثانی ۱۳۲۸ هجری قمری برابر با ۲۶ خرداد ۱۲۸۹ شمسی در روستای بیلند شهرستان گناباد متولد شد. خود شیخ در قالب شعری بدان اشاره دارد:
... به سال یکهزار و سیصد وسی/ دو کمتر سال، مهتابی نه شمسی
به روز هشت ماه جیم ثانی/ مرا شد جا در این دنیای فانی
به سال هشتمین از فضل یزدان/ به مکتب حفظ کردم کل قرآن
از آن ساعت الی ده سال تکمیل/ مرا بوده‌است، شغل و کار، تحصیل …
در کودکی به مکتب پدرش رفت و هشت ساله بود که حافظ کل قرآن شد. سپس به تحصیل علوم قدیمه پرداخت و دوره‌هایی چون شرح لمعه، مطول تفتازانی و حاشیه را نزد پدر گذراند. در همین دوران در مجالس روضه‌خوانی شرکت می‌کرد و به گفته خودش، در کودکی برای زنان منبر می‌رفت که در آن زمان به خاطر رفتار خاصش به بهلول شهرت یافت.
در ۲۷ سالگی برای تکمیل دروس حوزوی به مشهد رفت و پیش سید حسین طباطبایی قمی درس گرفت.

## فعالیت سیاسی
نخستین کنش سیاسی او برهم‌زدن مراسمی بود که در اول محرم به مناسبت حضور همسر رضاشاه و امان‌الله خان پادشاه افغانستان در باغ ملی سبزوار بر پا بود. به این ترتیب تحت تعقیب عوامل حکومت پهلوی قرار گرفت و پیاده رهسپار قم شد و سپس به کربلا رفت.
پس از بازگشت از کربلا برای ادامه مبارزات، با توافق، همسر خود را طلاق داد.

## واقعهٔ مسجد گوهرشاد
مهم‌ترین اقدام سیاسی بهلول پس از اقدامات رضاشاه در جهت مدرنیزاسیون به وقوع پیوست. دستور رضاشاه برای برسرنهادن کلاه شاپو، با مخالفت روحانیون مواجه گشت. روحانیونِ مشهد نیز با تجمع در منزل یونس اردبیلی، تصمیم به فرستادن نمایندگانی برای مذاکره با رضاشاه گرفتند و سید حسین طباطبایی قمی به این منظور انتخاب شد. وی که رهسپار قم بود با توقف در باغ سراج الملک شهر ری بازداشت و ممنوع‌الملاقات شد.
به دنبال انتشار این خبر در مشهد، مردم با تجمع در مسجد گوهرشاد، خواستار آزادی سید حسین طباطبایی قمی شدند. از سویی بهلول نیز در شهر فردوس علیه حکومت سخنرانی کرد. پس از فرار از دست مأمورین شهربانی فردوس با کمک نجفی (از علمای فردوس) به مشهد رفت و پیش از دستگیری توسط مأمورین شهربانی، توسط مأموران آستان قدس در یکی از حجره‌های صحن زندانی شد.
مردم که از این ماجرا اطلاع یافتند به کمک نواب احتشام رضوی وی را آزاد کردند و او نیز با رفتن به روی منبر، سخنان تندی را علیه حکومت ایراد کرد. بهلول در شب ۲۰ تیر ۱۳۱۴ دوباره به منبر می‌رود و همراه نواب احتشام و حسین اردبیلی سخنانی را ضد حکومت رضاشاه بیان می‌کند.
سرانجام در ساعت ۲۱ استاندار و فرمانده لشکر مشهد به مسجد حمله کرده که در این حادثه تعدادی  کشته می‌شوند.

## پس از واقعه گوهرشاد
وی پس از واقعه مسجد گوهرشاد به علت تحت تعقیب بودن به افغانستان گریخت.
به محض ورود بهلول به افغانستان استاندار هرات مطلع شد و دستور داد که بهلول را به خانه سرمنشی استاندار ببرند و تحت مراقبت قرار دهند. استاندار هرات پس از این کار ورود بهلول را به کابل- مرکز افغانستان- اطلاع داد و کسب تکلیف کرد. پس از ۴۰ روز به استاندار دستور رسید که بهلول را به کابل بفرستد.
در کابل دولت تصمیم گرفت بهلول را به ایران تحویل ندهد، ولی اورا زندانی کند تا نتواند کارها و اقداماتی که در ایران علیه حکومت انجام داده بود در افغانستان هم انجام بدهد. بهلول به مدّت ۴ سال از عمر خود را در زندان انفرادی گذراند و کار و سرگرمی‌اش جوراب بافی و سرودن شعر شده بود که در آن دوران تقریباً صد هزاربیت شعر سرود و چون اجازه نداشت که از قلم و کاغذ استفاده کند همه اشعارش را حفظ کرد. 
پس از آزادی به دمشق می‌رود و سپس رهسپار مصر می‌شود و دانشگاه الازهر را محل دائم حضور خود قرار می‌دهد؛ از سویی توسط جمال عبدالناصر که مخالف رضاشاه بود، رئیس بخش فارسی رادیو و تلویزیون مصر می‌شود. 

## بازگشت به ایران
بهلول پس از یک سال و نیم دیگر اقامت در مصر با اجازه دولت این کشور، برای دیدن خواهر و مادرش به نجف رفت و پس از دو سال و نیم اقامت در کنار حرم علی، به ایران بازگشت و همان زمان توسط نیروهای حکومت پهلوی دستگیر شد.
وی در سال‌های بعد از انقلاب اسلامی ایران، در خراسان شهرستان گناباد سکونت داشت و به وعظ مشغول بود.

## سریال
سال ۱۳۹۸ سریال از یادها رفته به کارگردانی بهرام بهرامیان تولید شد که در این سریال حسن علیرضایی نقش بهلول گنابادی را بازی کرد.

## دیدگاه وی دربارهٔ خامنه‌ای
شیخ بهلول همیشه حمایت و ارادت خود را به سید علی خامنه‌ای بیان می‌کرد. او چه در زمان ریاست جمهوری و چه در زمان رهبری، با او ملاقات می‌کرد و می‌گفت: «وظیفه ماست که به رهبر شیعیان سر بزنیم و ایشان را حمایت کنیم».

## فعالیت‌ها
وی علاوه بر تسلط بر ادبیات عرب و تاریخ انبیاء، اشعار طنز نیز می‌سرود و گفته می‌شود ۲۰۰ هزار بیت سروده و ۵۰ هزار بیت نیز از شاعران دیگر حفظ بوده‌است.
نمونه شعر:
| دار دنیا منزلی پست و خس است    |  | نیست منزل در حقیقت محبس است |
| مردمی که اندر جهانی فانی اند   |  | چون به دقت بنگری زندانی اند |
| کس در این زندان ز غم آزاد نیست |  | یک دلی در دار دنیا شاد نیست |
| روح انسان تا که در بند تن است  |  | هست زندانی و حبسش مسکن است  |

نمونه شعر طنز:
| بشنو از خر چون حکایت می‌کند     |  | و از گرانباری شکایت می‌کند    |
| که به پشتم تا که پالون کرده‌اند |  | زیر بارم زار و نالان کرده‌اند |

بهلول با وجود کهولت سن همواره به ورزش‌هایی مانند شنا، کوهنوردی و پیاده‌روی می‌پرداخت.

## درگذشت
محمدتقی بهلول سرانجام در روز ۷ مرداد ماه ۱۳۸۴ پس از ۹۵ سال زندگی، درگذشت و پیکر او بعد از تشییع در تهران، مشهد و تربت حیدریه در روز ۱۲ مرداد در گناباد دفن شد. سید علی خامنه‌ای درگذشت او را تسلیت گفت. قبر او در ورودی شهر گناباد قرار دارد.